# Martinianus

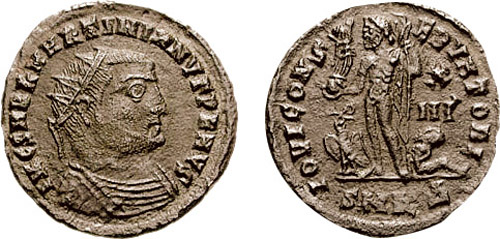
Martinianus auf einem Follis

Mar(cius?) Martinianus († 325) wurde im Jahr 324 vom römischen Kaiser Licinius zum Mitkaiser (Augustus) ernannt.
Martinianus hatte zunächst das Amt des magister officiorum inne und wurde von Licinius nach dessen Niederlage in der Schlacht von Adrianopel am 3. Juli 324 zum Mitregenten ernannt. Martinianus sollte bei Lampsakos den Vormarsch von Licinius’ Gegenspieler Konstantin aufhalten. Nach der endgültigen Niederlage gegen Konstantin in der Schlacht von Chrysopolis am 18. September 324 wurden Licinius und Martinianus getrennt voneinander inhaftiert, ersterer in Thessalonike, letzter im kleinasiatischen Kappadokien. 325 wurden beide hingerichtet.